# Krasni Vostok (Krasnodar)
Krasni Vostok (del ruso: Красный Восток) es un jútor del ókrug urbano de Goriachi Kliuch del krai de Krasnodar, en las estribaciones noroccidentales del Cáucaso, en Rusia. Está situado a orillas del río Marta, afluente del río Kubán, 32 km al nordeste de Goriachi Kliuch, y 45 km al sureste de Krasnodar. Tenía 78 habitantes en 2010.
Pertenece al municipio Súzdalskoye.